# Uefa Champions League 1993/1994
Uefa Champions League 1993/1994 vanns av AC Milan, Italien som finalslog Barcelona, Spanien med 4–0 i Aten den 18 maj 1994. Återigen moderniserades spelformatet inför denna säsong, med en utökad inledande omgång och semifinaler som lagts in efter gruppspelet, vilket innebar att två lag från varje grupp gick vidare.

## Kvalspel

### Inledande kvalrunda
| Inledande kvalomgång – 20 deltagande klubblag | Inledande kvalomgång – 20 deltagande klubblag | Inledande kvalomgång – 20 deltagande klubblag | Inledande kvalomgång – 20 deltagande klubblag | Inledande kvalomgång – 20 deltagande klubblag |
| --------------------------------------------- | --------------------------------------------- | --------------------------------------------- | --------------------------------------------- | --------------------------------------------- |
| Lag 1                                         | Totalt                                        | Lag 2                                         | Möte 1                                        | Möte 2                                        |
| HJK Helsingfors                               | 2–1                                           | Norma                                         | 1–1                                           | 1–0                                           |
| Ekranas                                       | 0–2                                           | Floriana                                      | 0–1                                           | 0–1                                           |
| B68                                           | 00–11                                         | Croatia Zagreb                                | 0–5                                           | 0–6                                           |
| Skonto                                        | 1–1 (11–10 str.)                              | Olimpija Ljubljana                            | 0–1                                           | 1–0                                           |
| Cwmbran Town                                  | 00004–4 (BM)                                  | Cork City                                     | 3–2                                           | 1–2                                           |
| Dinamo Tbilisi                                | 00003–2 (WO)                                  | Linfield                                      | 2–1                                           | 1–1                                           |
| Avenir Beggen                                 | 0–3                                           | Rosenborg BK                                  | 0–2                                           | 0–1                                           |
| Partizani                                     | 0–3                                           | ÍA                                            | 0–0                                           | 0–3                                           |
| AC Omonia                                     | 2–3                                           | Aarau                                         | 2–1                                           | 0–2                                           |
| Zimbru Chişinău                               | 1–3                                           | Beitar Jerusalem                              | 1–1                                           | 0–2                                           |

### Första omgången
| Första omgången – 32 deltagande klubblag | Första omgången – 32 deltagande klubblag | Första omgången – 32 deltagande klubblag | Första omgången – 32 deltagande klubblag | Första omgången – 32 deltagande klubblag |
| ---------------------------------------- | ---------------------------------------- | ---------------------------------------- | ---------------------------------------- | ---------------------------------------- |
| Lag 1                                    | Totalt                                   | Lag 2                                    | Möte 1                                   | Möte 2                                   |
| Porto                                    | 2–0                                      | Floriana                                 | 2–0                                      | 0–0                                      |
| ÍA                                       | 1–3                                      | Feyenoord                                | 1–0                                      | 0–3                                      |
| AS Monaco                                | 2–1                                      | AEK Aten                                 | 1–0                                      | 1–1                                      |
| Steaua Bucureşti                         | 00004–4 (BM)                             | Croatia Zagreb                           | 1–2                                      | 3–2                                      |
| Rangers                                  | 00004–4 (BM)                             | Levski Sofia                             | 3–2                                      | 1–2                                      |
| Werder Bremen                            | 6–3                                      | Dinamo Minsk                             | 5–2                                      | 1–1                                      |
| Linfield                                 | 3–4                                      | FC Köpenhamn                             | 3–0                                      | 0–4 (e.f.)                               |
| FC Aarau                                 | 0–1                                      | AC Milan                                 | 0–1                                      | 0–0                                      |
| AIK                                      | 1–2                                      | Sparta Prag                              | 1–0                                      | 0–2                                      |
| HJK Helsingfors                          | 0–6                                      | Anderlecht                               | 0–3                                      | 0–3                                      |
| Kispesti Honvéd                          | 3–5                                      | Manchester United                        | 2–3                                      | 1–2                                      |
| Galatasaray                              | 3–1                                      | Cork City                                | 2–1                                      | 1–0                                      |
| Lech Poznań                              | 7–2                                      | Beitar Jerusalem                         | 3–0                                      | 4–2                                      |
| Skonto                                   | 0–9                                      | Spartak Moskva                           | 0–5                                      | 0–4                                      |
| Dynamo Kiev                              | 4–5                                      | Barcelona                                | 3–1                                      | 1–4                                      |
| Rosenborg BK                             | 4–5                                      | Austria Wien                             | 3–1                                      | 1–4                                      |

### Andra omgången
| Andra omgången – 16 deltagande klubblag | Andra omgången – 16 deltagande klubblag | Andra omgången – 16 deltagande klubblag | Andra omgången – 16 deltagande klubblag | Andra omgången – 16 deltagande klubblag |
| --------------------------------------- | --------------------------------------- | --------------------------------------- | --------------------------------------- | --------------------------------------- |
| Lag 1                                   | Totalt                                  | Lag 2                                   | Möte 1                                  | Möte 2                                  |
| Porto                                   | 1–0                                     | Feyenoord                               | 1–0                                     | 0–0                                     |
| AS Monaco                               | 4–2                                     | Steaua București                        | 4–1                                     | 0–1                                     |
| Levski Sofia                            | 2–3                                     | Werder Bremen                           | 2–2                                     | 0–1                                     |
| FC Köpenhamn                            | 0–7                                     | AC Milan                                | 0–6                                     | 0–1                                     |
| Sparta Prag                             | 2–5                                     | Anderlecht                              | 0–1                                     | 2–4                                     |
| Manchester United                       | 00003–3 (BM)                            | Galatasaray                             | 3–3                                     | 0–0                                     |
| Lech Poznań                             | 2–7                                     | Spartak Moskva                          | 1–5                                     | 1–2                                     |
| Barcelona                               | 5–1                                     | Austria Wien                            | 3–0                                     | 2–1                                     |

## Gruppspel

### Grupp A
| Nr | Lag            | S | V | O | F | GM | IM | MS  | P  |
| -- | -------------- | - | - | - | - | -- | -- | --- | -- |
| 1  | Barcelona      | 6 | 4 | 2 | 0 | 13 | 3  | +10 | 10 |
| 2  | AS Monaco      | 6 | 3 | 1 | 2 | 9  | 4  | +5  | 7  |
| 3  | Spartak Moskva | 6 | 1 | 3 | 2 | 6  | 12 | −6  | 5  |
| 4  | Galatasaray    | 6 | 0 | 2 | 4 | 1  | 10 | −9  | 2  |

| Hemma \ Borta  | Frankrike | Spanien | Turkiet | Ryssland |
| AS Monaco      | —         | 0–1     | 3–0     | 4–1      |
| Barcelona      | 2–0       | —       | 3–0     | 5–1      |
| Galatasaray    | 0–2       | 0–0     | —       | 1–2      |
| Spartak Moskva | 0–0       | 2–2     | 0–0     | —        |

### Grupp B
| Nr | Lag           | S | V | O | F | GM | IM | MS | P |
| -- | ------------- | - | - | - | - | -- | -- | -- | - |
| 1  | AC Milan      | 6 | 2 | 4 | 0 | 6  | 2  | +4 | 8 |
| 2  | Porto         | 6 | 3 | 1 | 2 | 10 | 6  | +4 | 7 |
| 3  | Werder Bremen | 6 | 2 | 1 | 3 | 11 | 15 | −4 | 5 |
| 4  | Anderlecht    | 6 | 1 | 2 | 3 | 5  | 9  | −4 | 4 |

| Hemma \ Borta | Italien | Belgien | Portugal | Tyskland |
| AC Milan      | —       | 0–0     | 3–0      | 2–1      |
| Anderlecht    | 0–0     | —       | 1–0      | 1–2      |
| Porto         | 0–0     | 2–0     | —        | 3–2      |
| Werder Bremen | 1–1     | 5–3     | 0–5      | —        |

## Slutspel

### Slutspelsträd
|  | Semifinaler                     | Semifinaler |   |  | Final                          | Final |  |
|  |                                 |             |   |  |                                |       |  |
|  | 27 april – San Siro (Milano)    |             |   |  |                                |       |  |
|  | AC Milan                        | 3           |   |  |                                |       |  |
|  | AS Monaco                       | 0           |   |  |                                |       |  |
|  |                                 |             |   |  |                                |       |  |
|  |                                 |             |   |  | 18 maj – Olympiastadion (Aten) |       |  |
|  |                                 |             |   |  | AC Milan                       | 4     |  |
|  |                                 | Barcelona   | 0 |  |                                |       |  |
|  |                                 |             |   |  |                                |       |  |
|  |                                 |             |   |  |                                |       |  |
|  |                                 |             |   |  |                                |       |  |
|  | 27 april – Camp Nou (Barcelona) |             |   |  |                                |       |  |
|  | Barcelona                       | 3           |   |  |                                |       |  |
|  | Porto                           | 0           |   |  |                                |       |  |

### Semifinaler
|       | 27 april 1994 | AC Milan                               | 3 – 0   | AS Monaco | San Siro                                                          |                                                                   |
| 20:30 | 20:30         | Desailly 14′ Albertini 48′ Massaro 66′ | (1 – 0) |           | Milano, Italien Publik: 78 650 Domare: Bernd Heynemann (Tyskland) | Milano, Italien Publik: 78 650 Domare: Bernd Heynemann (Tyskland) |
| 20:30 | 20:30         |                                        |         |           | Milano, Italien Publik: 78 650 Domare: Bernd Heynemann (Tyskland) | Milano, Italien Publik: 78 650 Domare: Bernd Heynemann (Tyskland) |
| 20:30 | 20:30         |                                        |         |           | Milano, Italien Publik: 78 650 Domare: Bernd Heynemann (Tyskland) | Milano, Italien Publik: 78 650 Domare: Bernd Heynemann (Tyskland) |

|       | 27 april 1994 | Barcelona                     | 3 – 0   | Porto | Camp Nou                                                       |                                                                |
| 20:30 | 20:30         | Stoitjkov 10′, 35′ Koeman 72′ | (2 – 0) |       | Barcelona, Spanien Publik: 98 000 Domare: Vadim Zhuk (Belarus) | Barcelona, Spanien Publik: 98 000 Domare: Vadim Zhuk (Belarus) |
| 20:30 | 20:30         |                               |         |       | Barcelona, Spanien Publik: 98 000 Domare: Vadim Zhuk (Belarus) | Barcelona, Spanien Publik: 98 000 Domare: Vadim Zhuk (Belarus) |
| 20:30 | 20:30         |                               |         |       | Barcelona, Spanien Publik: 98 000 Domare: Vadim Zhuk (Belarus) | Barcelona, Spanien Publik: 98 000 Domare: Vadim Zhuk (Belarus) |

### Final
|             | 18 maj 1994 | AC Milan                                                           | 4 – 0           | Barcelona | Olympiastadion                                   |                                                  |
| 21:15 UTC+3 | 21:15 UTC+3 | Daniele Massaro 22′, 45+2′ Dejan Savićević 47′ Marcel Desailly 58′ | (2 – 0) Rapport |           | Aten Publik: 70 000 Domare: Philip Don (England) | Aten Publik: 70 000 Domare: Philip Don (England) |
| 21:15 UTC+3 | 21:15 UTC+3 |                                                                    |                 |           | Aten Publik: 70 000 Domare: Philip Don (England) | Aten Publik: 70 000 Domare: Philip Don (England) |
| 21:15 UTC+3 | 21:15 UTC+3 |                                                                    |                 |           | Aten Publik: 70 000 Domare: Philip Don (England) | Aten Publik: 70 000 Domare: Philip Don (England) |

### Webbkällor
Den här artikeln är helt eller delvis baserad på material från engelskspråkiga Wikipedia.